# Vals del minut

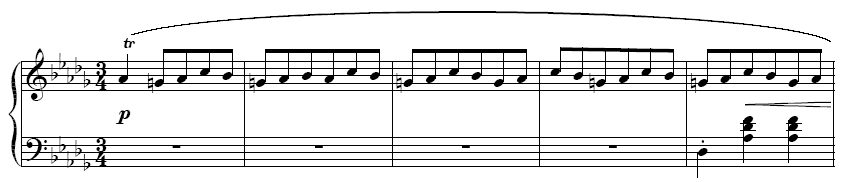
Inici del Vals del minut

El Vals del minut,  Vals en re bemoll major, op. 64, núm. 1 o Valse du petit chien (Vals del gosset) és una peça per a piano composta per Frédéric Chopin. Aquest vals va ser publicat al mateix temps que els valsos en do sostingut menor (op. 64, núm. 2) i en la bemoll major (op. 64, núm. 3), entre 1846 i 1847. Gairebé la meitat dels valsos de Chopin van ser publicats després de la seva mort, però tots els que sí que ho van ser en vida de l'autor porten una dedicatòria a alguna dona de l'aristocràcia. El Vals del minut està dedicat a la comtessa Delfina Potocka, una femme fatale amb qui probablement Chopin va mantenir alguna relació amorosa. La peça porta la indicació de Molto vivace.
Tot i que se'l coneix popularment com a "Vals del minut" aquesta denominació s'ha d'entendre en el sentit d'un vals "miniatura", ja que dura al voltant de dos minuts; aquesta denominació la donà el seu editor. El vals té 138 compassos amb una repetició de quinze compassos inclosa i, per tant, hauria de ser interpretat en gairebé 420 notes negres per minut per poder fer-ho en un sol minut. Una interpretació de la peça el més ràpid possible encara sempre és una gesta per alguns pianistes que ho intenten. Camille Bourniquel, un dels biògrafs de Chopin, recorda que Chopin va tenir la inspiració d'aquest vals mentre observava el gosset de George Sand, Marquis, perseguir la seva cua, el que va provocar que el compositor l'anomenés Valse du petit chien.